# Haslach im Kinzigtal
Haslach im Kinzigtal (alem. Haasle) – miasto w Niemczech, w kraju związkowym Badenia-Wirtembergia, w rejencji Fryburg, w regionie Südlicher Oberrhein, w powiecie Ortenau, siedziba wspólnoty administracyjnej Achern. Leży w Schwarzwaldzie, nad rzeką Kinzig, ok. 25 km na południowy wschód od Offenburga, przy drodze krajowej B33.